# Igor Reznichenko
Igor Reznichenko (en ucraniano: Ігор Резніченко; 1994 de diciembre del 30) es un patinador artístico sobre hielo que compite por Polonia. Fue el campeón del Open de Eslovenia  de 2017 y el campeón nacional de Polonia en 2016. Representó a Polonia en el Campeonato Mundial de Patinaje Artístico sobre Hielo de 2017 celebrado en Helsinki, Finlandia.

## Biografía
Reznichenko nació el 30 de diciembre de 1994 en Dnipró, Ucrania.

## Carrera deportiva representando a Ucrania

### Primeros años
Reznichenko comenzó a patinar en 1999. Debutó en las series del ISU Junior Grand Prix (JPG) en septiembre de 2008, en Ostrava, República Checa. También compitió en las series JGP en 2009, 2011 y 2013.
Al comienzo de su carrera entrenó bajo Ludmyla Petrovska. En la temporada 2009–2010, fue entrenado por Olena Ferafontova en Dnipró, Ucrania. En la temporada 2011–2012, entrenó en Kiev bajo Halyna Kukhar y Olena Amosova.

### Temporada 2012–2013
El debut internacional de Reznichenko en categoría sénior se produjo en el NRW Trophy en diciembre de 2012. Ese mismo mes se hizo con la medalla de bronce en los Campeonatos ucranianos. Fue entrenado por Dmytro Shkidchenko y Halyna Kukhar en Kiev.

### Temporada 2013–2014
En su última aparición internacional representando a Ucrania, obtuvo la 11.ª posición en la Universíada de Invierno celebrada en diciembre de 2013 en Trento, Italia. Una semana más tarde,  ganó la medalla de plata en los Campeonatos de Ucrania. Fue entrenado por Shkidchenko.

## Carrera deportiva representando a Polonia

### Temporada 2015–2016
En diciembre de 2015, Reznichenko ganó el título nacional polaco en el 2016 Four Nationals. Durante esta temporada no hizo apariciones internacionales.

### Temporada 2016–2017
Reznichenko debutó internacionalmente representando a Polonia en el 2016 CS Ondrej Nepela Memorial, celebrado a finales de septiembre y principios de octubre de 2016, terminando 9.º. Obtuvo la 4.ª posición en la 2016 CS Warsaw Cup y posteriormente ganó la medalla de plata en los Campeonatos de Polonia de 2017.
Reznichenko obtuvo la posición 25.ª en los Campeonatos europeos de 2017 celebrados en Ostrava, República Checa, perdiendo una posición justo en el tramo final de la competición. Obtuvo la posición 29.ª en los Campeonatos Mundiales de 2017 celebrados en Helsinki, Finlandia. Entrenó bajor Evgeni Rukavicin y Galina Kashina en San Petersburgo, Rusia.

### Temporada 2017–2018
En septiembre de 2017, Reznichenko ganó el oro en el Open de Eslovenia. Como resultado, Polonia le seleccionó para competir en el CS Nebelhorn Trophy de 2017, la última oportunidad para clasificarse para las Olimpiadas de Invierno de 2018. Sus resultados en Alemania, donde quedó el 11.º, fueron insuficientes para ganar una plaza olímpica.

## Programas
| Temporada | Programa corto                                                     | Programa largo                                   |
| --------- | ------------------------------------------------------------------ | ------------------------------------------------ |
| 2017–2018 | - Give me love by Ed Sheeran                                       | - La Strada by Nino Rota                         |
| 2016–2017 | - Flow like water (from The Last Airbender) by James Newton Howard | - La Strada by Nino Rota                         |
| 2013–2014 | - Beethoven's last night by Trans-Siberian Orchestra               | - The man in the iron mask by Nick Glennie-Smith |
| 2012–2013 | - Blues                                                            | - The man in the iron mask by Nick Glennie-Smith |
| 2011–2012 | - Blues                                                            | - Don Quixote by Ludwig Minkus                   |
| 2009–2010 | - Art on ice by Edvin Marton                                       | - Love is war by Y. Goren                        |

## Principales éxitos competitivos
CS: Challenger Serie; JGP: Junior Grand Prix

### Compitiendo por Polonia
| Internacional          | Internacional | Internacional | Internacional |
| Acontecimiento         | 15–16         | 16–17         | 17–18         |
| ---------------------- | ------------- | ------------- | ------------- |
| Campeonatos mundiales  | 29.º          |               |               |
| Campeonatos europeos   | 25.º          |               |               |
| CS Ice Star            | 13.º          |               |               |
| CS Nebelhorn Trophy    | 11.º          |               |               |
| CS Nepela Memorial     | 9.º           |               |               |
| CS Warsaw Cup          | 4.º           | 5.º           |               |
| Cup of Nice            | 10.º          |               |               |
| Open de Slovenia       | 1.º           |               |               |
| Nacional               |               |               |               |
| Campeonatos de Polonia | 1.º           | 2.º           |               |
| WD = Abandono          |               |               |               |

### Compitiendo por Ucrania
| Internacional           | Internacional | Internacional | Internacional | Internacional | Internacional | Internacional |
| Competición             | 08–09         | 09–10         | 10–11         | 11–12         | 12–13         | 13–14         |
| ----------------------- | ------------- | ------------- | ------------- | ------------- | ------------- | ------------- |
| Cup of Nice             | 11.º          |               |               |               |               |               |
| Nepela Trophy           | 9.º           |               |               |               |               |               |
| NRW Trophy              | 15.º          |               |               |               |               |               |
| Universiada de Invierno | 11.º          |               |               |               |               |               |
| Internacional: Junior   |               |               |               |               |               |               |
| JGP República Checa     | 23.º          |               |               |               |               |               |
| JGP Hungría             | 11.º          |               |               |               |               |               |
| JGP Italia              | 12.º          |               |               |               |               |               |
| JGP Letonia             | 12.º          |               |               |               |               |               |
| JGP Polonia             | 12.º          | 8.º           |               |               |               |               |
| NRW Trophy              | 4.º J         |               |               |               |               |               |
| Tirnavia Ice Cup        | 3.º J         |               |               |               |               |               |
| Nacional                |               |               |               |               |               |               |
| Ukrainian Champ.        | 5.º           | 4.º           | 3.º           | 2.º           |               |               |
| J = categoría Junior    |               |               |               |               |               |               |